# Ablabera pilosula
Ablabera pilosula is een keversoort uit de familie bladsprietkevers (Scarabaeidae). De wetenschappelijke naam van de soort werd voor het eerst geldig gepubliceerd in 1857 door Olof Immanuel von Fåhraeus.